# Megopis costipennis
Megopis costipennis  (лат.) — вид жуков-усачей из подсемейства прионин. Распространён в Индии, Мьянме и Таиланде. Кормовым растением личинок является тик.